# Oscar Brodney
Oscar Brodney est un scénariste américain né le 18 février 1907 à Boston (Massachusetts) et mort le 12 février 2008 à Los Angeles (Californie).

## Filmographie
- 1942 : When Johnny Comes Marching Home (en) de Charles Lamont
- 1942 : Clair de lune à La Havane (Moonlight in Havana) d'Anthony Mann
- 1942 : Baby Face Morgan (en) d'Arthur Dreifuss
- 1943 : You're a Lucky Fellow, Mr. Smith de Felix E. Feist
- 1943 : Always a Bridesmaid d'Erle C. Kenton
- 1943 : Rhythm of the Islands (en) de Roy William Neill
- 1945 : On Stage Everybody de Jean Yarbrough
- 1945 : What a Blonde (en) de Leslie Goodwins
- 1946 : She Wrote the Book de Charles Lamont
- 1948 : Deux Nigauds toréadors de Charles Barton
- 1948 : La Petite Téléphoniste (For the Love of Mary) de Frederick de Cordova
- 1948 : Faisons les fous de Jack Hively
- 1948 : If You Knew Susie (en) de Gordon Douglas
- 1949 : Deux Nigauds chez les tueurs de Charles Barton
- 1949 : La Belle Aventurière (The Gal Who Took the West) de Frederick de Cordova
- 1949 : Arctic Manhunt de Ewing Scott
- 1949 : Nous... les hommes de George Sherman
- 1950 : La Femme sans loi de Louis King
- 1950 : Harvey de Henry Koster
- 1950 : Le Bistrot du péché de H. Bruce Humberstone
- 1950 : L'Homme à tout faire (en) (Curtain Call at Cactus Creek) de Charles Lamont
- 1950 : Sur le territoire des Comanches de George Sherman
- 1951 : Little Egypt (en) de Frederick de Cordova
- 1951 : Francis aux courses (en)  de Arthur Lubin
- 1951 : Katie Did It de Frederick de Cordova
- 1951 : Double Crossbones de Charles Barton
- 1952 : Deux Dégourdis à Tokyo (Back at the Front) de George Sherman
- 1952 : Francis chez les cadets (en) d'Arthur Lubin
- 1952 : Une fille à bagarres de Sidney Salkow
- 1953 : Les Yeux de ma mie de Lloyd Bacon
- 1953 : Francis journaliste (en) de Arthur Lubin
- 1954 : Le Signe du païen de Douglas Sirk
- 1954 : Le Chevalier du roi de Rudolph Maté
- 1954 : Romance inachevée de Anthony Mann
- 1955 : Les Forbans de Jesse Hibbs
- 1955 : Madame de Coventry de Arthur Lubin
- 1955 : Le Cavalier au masque de H. Bruce Humberstone
- 1955 : Capitaine Mystère de Douglas Sirk
- 1956 : La corde est prête de Charles F. Haas
- 1956 : 24 Heures de terreur d'Harmon Jones
- 1957 : Tammy and the Bachelor de Joseph Pevney
- 1958 : L'Enfer des humains (en) de Kenneth G. Crane
- 1959 : Bobbikins de Robert Day
- 1961 : Les Lycéennes (en) de Harry Keller
- 1963 : Tammy et le docteur (en) de Harry Keller
- 1964 : I'd Rather Be Rich (en) de Jack Smight
- 1964 : Le Retour d'Aladin (en) de Harry Keller
- 1965 : Les Exploits d'Ali Baba de Virgil W. Vogel
- 1971 : 1000 Convicts and a Woman (en) de Ray Austin
- 1986 : Le Bal des fantômes (Ghost Fever) de Lee Madden (en)

### comme producteur
- 1958 : L'Enfer des humains (en) de Kenneth G. Crane
- 1959 : Bobbikins de Robert Day
- 1961 : The Right Approach de David Butler
- 1961 : Une blonde à l'abordage(All Hands on Deck) de Norman Taurog

## Télévision
- 1955 : Lux Video Theatre
- 1956 : TV de Vanguarda
- 1957 : Schlitz Playhouse of Stars
- 1957 : General Electric Theater
- 1957 : Casey Jones
- 1957 : Studio 57
- 1960 : Destination danger
- 1960 : Les Aventuriers du Far-West
- 1960 : The Alaskans
- 1969 : Opération vol

## Nominations

### Nominations
- Oscars du cinéma 1955 : nomination pour l'Oscar du meilleur scénario original (Romance inachevée)